# Cross Timbers (Misuri)
Cross Timbers es una ciudad ubicada en el condado de Hickory en el estado estadounidense de Misuri. En el Censo de 2010 tenía una población de 216 habitantes y una densidad poblacional de 186,57 personas por km².

## Geografía
Cross Timbers se encuentra ubicada en las coordenadas 38°1′27″N 93°13′46″O / 38.02417, -93.22944. Según la Oficina del Censo de los Estados Unidos, Cross Timbers tiene una superficie total de 1.16 km², de la cual 1.16 km² corresponden a tierra firme y (0%) 0 km² es agua.

## Demografía
Según el censo de 2010, había 216 personas residiendo en Cross Timbers. La densidad de población era de 186,57 hab./km². De los 216 habitantes, Cross Timbers estaba compuesto por el 99.54% blancos, el 0% eran afroamericanos, el 0% eran amerindios, el 0% eran asiáticos, el 0% eran isleños del Pacífico, el 0% eran de otras razas y el 0.46% pertenecían a dos o más razas. Del total de la población el 0% eran hispanos o latinos de cualquier raza.